# Iwan Abramowitsch Morosow

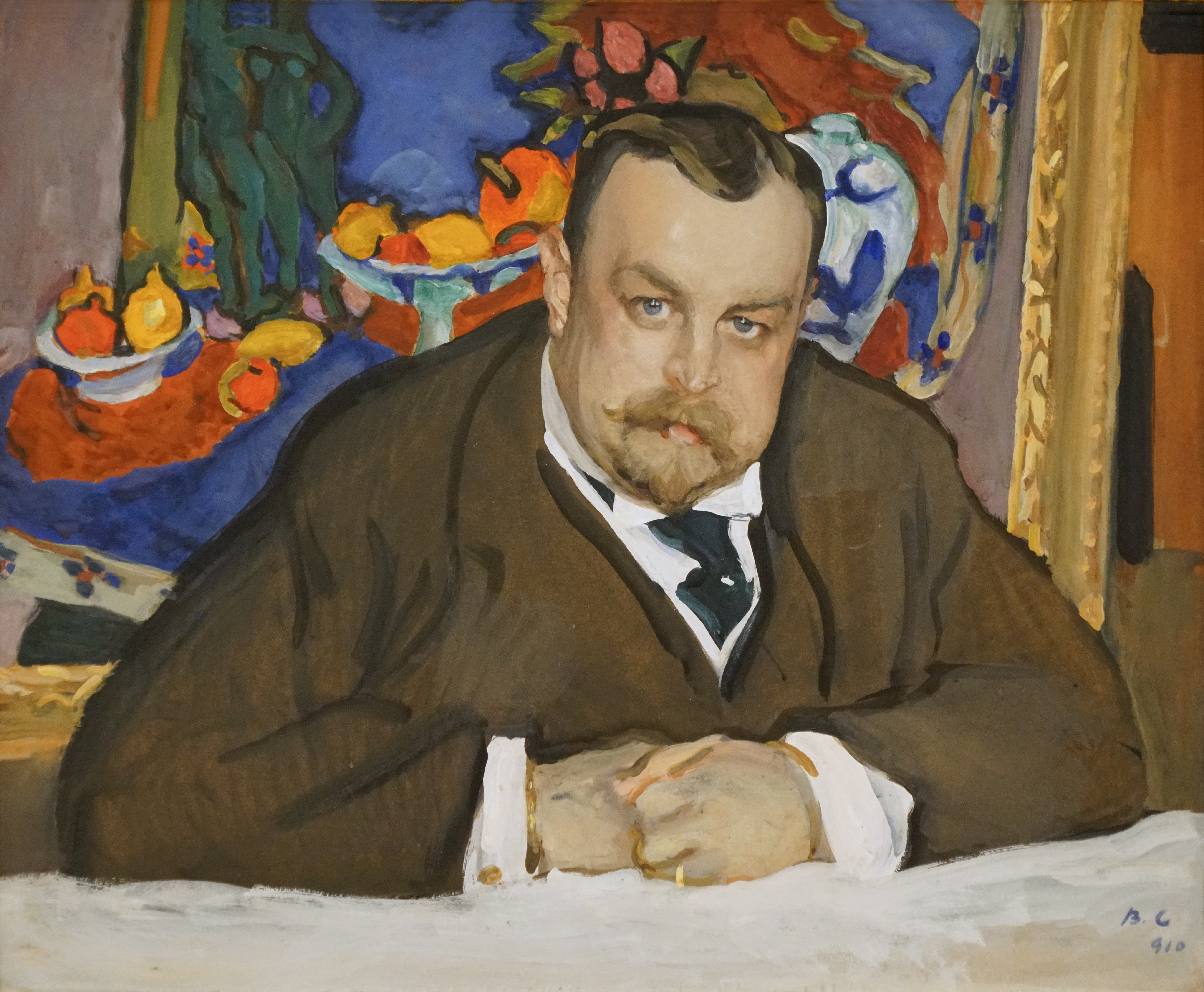
Walentin Alexandrowitsch Serow: Bildnis Iwan Morosow, 1910, Tretjakow-Galerie, Moskau

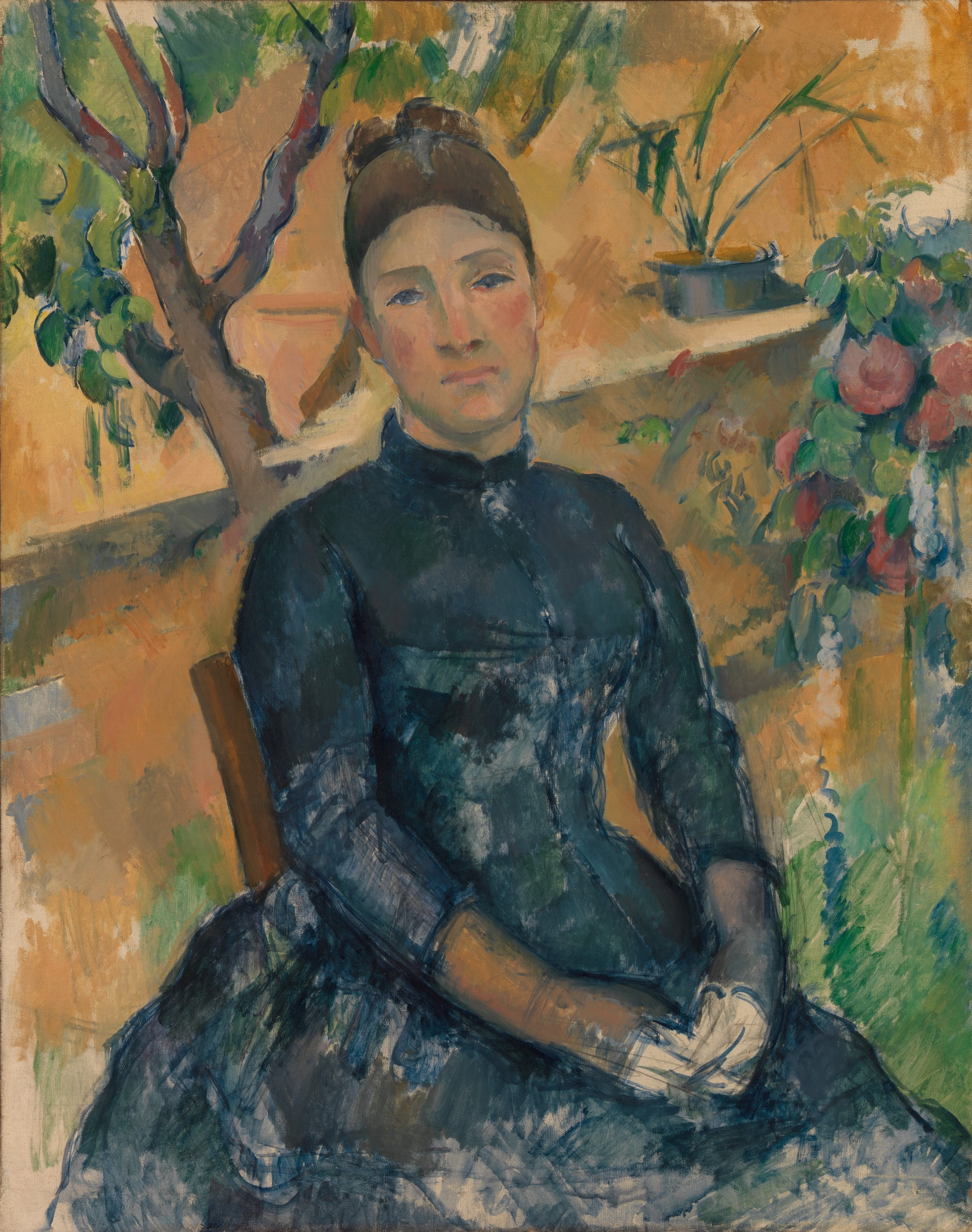
Paul Cézanne: Porträt der Mme Cézanne im Gewächshaus, 1891–1892, von Morosow 1910 über Ambroise Vollard erworben, heute im Metropolitan Museum of Art, New York

Iwan Abramowitsch Morosow (russisch Иван Абрамович Морозов; * 27. Novemberjul. / 9. Dezember 1871greg. in Moskau; † 22. Juni 1921 bei Karlsbad) war ein russischer Kunstsammler. Er besaß neben seinem Landsmann Sergei Schtschukin eine der größten Kollektionen französischer Avantgarde-Kunst vor dem Ersten Weltkrieg in Russland.

## Leben und Wirken
Morosows Familie gehörte zur russischen Oberschicht. Er war der zweitälteste Sohn des Moskauer Kaufmanns und Mäzens Abram Morosow (1839–1882) und der Unternehmerin und Mäzenatin Warwara Morosowa geborene Chudowa (1848–1917), Tochter des altgläubigen Kaufmanns Alexander Chudow. Sein altgläubiger Urgroßvater Sawwa Morosow (1770–1860) begründete die Morosow-Kaufmannsdynastie. Ein Großonkel Morosows war Timofei Morosow (1823–1889), von dessen Söhnen Sergei Morosow (1860–1944) nach der Oktoberrevolution nach Frankreich emigrierte und Sawwa Morosow (1862–1905), der Mäzen des Moskauer Künstlertheaters war.
Morosow studierte am Eidgenössischen Polytechnikum in Zürich. 1892 übertrug seine Mutter ihm und seinem älteren Bruder Michail die Leitung der Textilwerke seines Vaters. Morosow begann, Arbeiten junger russischer Künstler zu sammeln. Doch ab dem Jahr 1907 sammelte er auch französische Kunst, die er in den bekannten Pariser Galerien Bernheim-Jeune, Durand-Ruel und Vollard erwarb, um seine umgebaute Villa zu dekorieren. Er sammelte vor allem Impressionisten, Fauvisten wie Henri Matisse und André Derain sowie Werke der Künstlergruppe Nabis. Deren Mitbegründer, Maurice Denis, schmückte ab 1907 den Musiksaal seines Moskauer Stadthauses mit dem Zyklus Geschichte der Psyche aus, und Aristide Maillol schuf für den Saal vier Bronzefiguren. Maurice Denis gestaltete den Musiksalon mit Illustrationen zur Geschichte der mythologischen Figur Psyche, während Henri Matisse zwei Stillleben und ein Triptychon mit marokkanischen Motiven beisteuerte. Für die Treppenhalle schuf Pierre Bonnard das Triptychon La Méditerrannée, L'Automne und Premier printemps à la campagne. Iwan Morosow hat Bonnard am Ende des 19. Jahrhunderts entdeckt, noch vor seinem Durchbruch beim breiten Publikum. Besonders stolz war Morosow auf seine 18 Gemälde von Paul Cézanne. Bald wurde die Morosow-Sammlung zur größten Sammlung von Werken französischer Avantgarde in Russland.
Mit dem Beginn des Ersten Weltkriegs und der Oktoberrevolution endete Morosows Sammeltätigkeit zwangsläufig. 1918 wurde seine Sammlung verstaatlicht und gemeinsam mit Sergei Schtschukins Sammlung als „Museum der Neuen Westlichen Kunst“ geführt. Die Morosows verließen Russland. 1921 verstarb Iwan Morosow auf einer Reise nach Karlsbad.
Im Jahr 1948 wurden die Sammlungen von Schtschukin und Morosow auf das Puschkin-Museum in Moskau und die Eremitage in Sankt Petersburg verteilt.

## Ausstellungen
- 1993: Morosow und Schtschukin – Die russischen Sammler. Monet bis Picasso, Folkwang-Museum, Essen, Eremitage, Sankt Petersburg und Puschkin-Museum, Moskau. Ausstellungskatalog.
- 2021: The Morosov Collection – Icons of Modern Art. Fondation Louis Vuitton, Paris.

## Film
- Die Brüder Morosow. Kunstmäzene und Sammler. Dokumentarfilm. Regie: Elisabeth Kapnist, Arte, Frankreich 2020.